# Mistaken Identity (album Donny Summer)
Mistaken Identity – album amerykańskiej piosenkarki Donny Summer wydany w 1991 roku przez Atlantic Records.
Album był ukierunkowany na taneczny R&B i modny wówczas styl new jack swing, a Summer współtworzyła większość utworów. Okazał się jednak całkowitą porażką komercyjną i nie wszedł na żadne główne listy sprzedaży. Płytę promowały dwa single: ballada „When Love Cries” i taneczne nagranie „Work That Magic”, które osiągnęły tylko znikomy sukces na listach przebojów.

## Lista utworów
1. „Get Ethnic” – 5:21
2. „Body Talk” – 4:48
3. „Work That Magic” – 5:00
4. „When Love Cries” – 5:15
5. „Heaven’s Just a Whisper Away” – 4:06
6. „Cry of a Waking Heart” – 4:36
7. „Friends Unknown” – 3:44
8. „Fred Astaire” – 4:40
9. „Say a Little Prayer” – 4:07
10. „Mistaken Identity” – 4:08
11. „What Is It You Want” – 4:40
12. „Let There Be Peace” – 3:59